# Rádio Cultura (Bagé)
A Rádio Cultura foi uma estação de rádio brasileira com sede em Bagé, RS. Operava na frequência 1460 kHz AM.

## História
A Rádio Cultura de Bagé foi fundada por Atahualpa Dias às 10h do dia 4 de julho de 1946. É chamada de "A Pioneira" na Rainha da Fronteira, por ter sido a primeira emissora de rádio fundada na cidade. Foi a precursora com programas como o “Teatro em Família”, “Jornal falado G4”, “QG do Gaúcho, Casa Ramos”, “Corrente da Solidariedade”, “O céu e o chão da Querência”, “Bagé em desfile”, entre outros.
Em 1974, o programa Visão Geral, que entrou no ar um ano antes, foi premiado como o melhor programa de notícias do interior do estado. Este, apresentado por Edgar Muza, manteve-se no ar até o encerramento da rádio, sempre entrando de segunda à sábado, das 11h às 13h - sendo que no sábado, o programa era musical, com a participação de seu titular, Edgar Muza, com um comentário por telefone. Nomes como a cantora Maria Luiza Benitez passaram pela emissora.
Em 1994, a Rádio Cultura passou a integrar a Rede Gaúcha Sat, transmitindo os principais programas da Rádio Gaúcha de Porto Alegre, incluindo as jornadas esportivas com jogos de futebol da dupla Grenal, além de coberturas próprias da dupla Ba-Gua com equipe própria.
A partir de 2017 a emissora passou a ter nova direção. Após anos sob a direção de Odilo Dal Molin, o advogado Claudiran Pereira Nunes adquiriu a emissora e realizou várias mudanças, como a mudança da sede e estúdios da rádio, que ficava em um prédio ao lado do antigo endereço e onde funcionou o Correio do Sul na Sete de Setembro e melhorias na sua programação, com foco no jornalismo e informação. A emissora também se renovou nas redes sociais. Novos programas se uniram aos já consagrados.
Após 25 anos na Rádio Difusora, o comunicador Enio "Paxá" Lence estreou com o "Enio Paxá Show" nas tardes da emissora, no começo de novembro, migrando sua grande base de ouvintes fiéis para a Pioneira. O "Produto Nacional", programa de samba e carnaval com Kido Muniz, nas manhãs de sábado, das 8h às 11h, foi apresentado até o falecimento do comunicador em 2020, em decorrência do agravamento da diabetes.    
A Rádio Cultura de Bagé contava com sua programação tradicionalista aos finais de semana. Aos sábados, 13h, Agnelo Freitas apresenta o "Programa Ô, de Casa!" e às 18h Álisson Antunes apresenta o "Programa Som Campeiro" onde o destaque é para o resgate do cancioneiro gaúcho, além de entrevistas e notícias do meio tradicionalista. Aos domingos, 7h, a Rádio Cultura exibia o Programa Acordes de Campo e Querência com Jorge Alberto Vaz Corrêa (Betinho). Na noite de domingo, Mário Medina apresentava o tradicional "Sinuelo da Tradição", das 18h às 24h.

### Encerramento
A Rádio Cultura encerrou suas transmissões em 17 de maio de 2023. Dal Molin nunca havia conseguido a transferência da rádio no Ministério das Comunicações. Com o encerramento, a direção da rádio, gerida por Geraldo Saliba, transferiu a programação para a Nossa Rádio FM. 

## Programação
(até 17 de maio de 2023)

### Segunda à Sexta
| Horário           | Programa            | Apresentador(es)                                    | Repórter(es)   |
| ----------------- | ------------------- | --------------------------------------------------- | -------------- |
| 5h30min - 7h30min | Alvorada Gaúcha     | Geraldo Saliba                                      | -              |
| 7h30min - 9h      | Jornal da Cultura l | Geraldo Saliba                                      | Geraldo Saliba |
| 9h - 11h          | Super Manhã Cultura | Vica Barreto                                        | -              |
| 11h - 13h         | Visão Geral         | Edgar Muza e Equipe (Jorge Walmor, Luciano Madeira) | -              |
| 13h30 - 17h       | Ênio Paxá Show      | Enio "Paxá" Lence                                   | -              |
| 17h - 19h         | Redação News        | José Wilson Torales e Luciano Madeira               | -              |
| 19h - 20h         | Esporte Total       | Geraldo Saliba e Jerônimo Costa                     | -              |
| 20h - 21h         | A Voz do Brasil     | Governo Federal                                     | -              |
| 21h - 0h          | A Noite é Nossa     | Ari Greco                                           | -              |

### Sábado
| Horário      | Programa                                 | Apresentador(es)                                | Repórter(es) |
| ------------ | ---------------------------------------- | ----------------------------------------------- | ------------ |
| 5h30min - 8h | Alvorada Gaúcha                          | Geraldo Saliba                                  | -            |
| 8h - 11h     | SuperSábado da Cultura                   | Ênio "Paxá" Lence                               | -            |
| 11h - 13h    | Visão Geral - Especial musical de sábado | Luciano Madeira, com participação de Edgar Muza | -            |
| 13h - 18h    | Ô, de Casa!                              | Agnelo de Freitas                               | -            |

### Domingo
| Horário             | Programa                                   | Apresentador(es)                       | Repórter(es)                                                                 |
| ------------------- | ------------------------------------------ | -------------------------------------- | ---------------------------------------------------------------------------- |
| 6h - 9h             | Acordes de Campo e Querência               | Jorge Alberto Corrêa                   | -                                                                            |
| 9h - 10h            | Programa da Igreja Irmãos Menonitas        | -                                      | -                                                                            |
| 11h - 12h           | Seguidores de Cristo                       | Jossicar Saraiva e pastores convidados |                                                                              |
| 12h - 13h30min      | Programa da Igreja Pentecostal Deus é Amor | -                                      | -                                                                            |
| 13h30min - 15h30min | De Volta à Querência                       | -                                      | -                                                                            |
| 15h30min - 18h      | Jornada Esportiva                          | Equipe de Esportes                     | - Edgar Muza, Geraldo Saliba, Sidnei Barcelos, Luciano Madeira, entre outros |
| 18h - 0h            | Sinuelo da Tradição                        | Mario Medina                           | -                                                                            |

## Equipe Esportiva
(até 17 de maio de 2023)
- Jorge Walmor, Edgar Muza e Geraldo Saliba, narradores
- Abílio Rodrigues Chaves, comentarista
- Luciano Madeira e Sidnei Barcelos (Caçapava), repórteres
- Luciano Madeira, plantão
- Edgar Muza, coordenação